# Sicherheitsrücklage
Sicherheitsrücklage ist im Sparkassenwesen der Begriff für das Eigenkapital der öffentlich-rechtlichen Sparkassen.

## Allgemeines
Das gezeichnete Kapital heißt je nach Institutsgruppe Grundkapital (Aktienbanken), Stammkapital (Banken in der Rechtsform der GmbH), Sicherheitsrücklage (öffentlich-rechtliche Sparkassen) oder Geschäftsguthaben/Geschäftsanteil (Genossenschaftsbanken). Dieses gezeichnete Kapital bildet die Grundlage für die Ermittlung des harten Kernkapitals, das außerdem aus einbehaltenen Gewinnen, sonstigen Rücklagen und dem „Fonds für allgemeine Bankrisiken“ (nach § 340g HGB) besteht.

## Geschichte
Von den 112 vor 1890 genehmigten Sparkassen-Satzungen erlaubten 64 die volle Überweisung der erzielten Gewinne an die Gemeinde bereits bei einer Sicherheitsrücklage von 5 % der Bilanzsumme, 47 die teilweise Verwendung zu Gemeindezwecken, und nur ein Statut verlangte die Bildung einer Sicherheitsrücklage von 10 % der Bilanzsumme. Dagegen mussten bei 155 von den 230 Sparkassen, deren Satzungen nach 1890 bestätigt worden waren, erst volle 10 % in die Sicherheitsrücklage gestellt werden, ehe die Sparkassen für die Gemeinden nutzbar gemacht werden dürften. Die Reichsverordnung vom 6. Oktober 1931 brachte nach Art. 1 § 2 NotV3 deutschlandweit die rechtliche Verselbständigung der Sparkassen zu Anstalten des öffentlichen Rechts. Für diese Rechtsform war (und ist) ein Gewährträger erforderlich, der meist aus der jeweiligen Gemeinde am Sitz der Sparkasse bestand. Mit dem Gewährträger war die Gewährträgerhaftung für Landesbanken und öffentlich-rechtliche Sparkassen ihres Trägers verbunden. Diese gesetzlich vorgesehene subsidiäre Haftung des Gewährträgers einer Sparkasse oder Landesbank bestand für den Fall, dass deren Vermögen für die Forderungen ihrer Gläubiger nicht ausreichte. Bei deren Zahlungsunfähigkeit oder Überschuldung musste der jeweilige Gewährträger unbegrenzt für die Gläubiger haften, so dass die Höhe ihres Eigenkapitals von lediglich untergeordneter Bedeutung war. 
Das hat sich im Jahre 2001 geändert, denn die Brüsseler Konkordanz vom 17. Juli 2001 sah vor, dass die Gewährträgerhaftung für Sparkassen und Landesbanken wegen der Beihilfeproblematik abzuschaffen war. Deshalb heißt der Gewährträger von öffentlich-rechtlichen Sparkassen und Landesbanken nur noch Träger. Nunmehr ist in den regionalen Sparkassengesetzen die Trägerschaft und Haftung klarstellend so geregelt, dass weder eine Verpflichtung des Trägers besteht, der Sparkasse Mittel zur Verfügung zu stellen, noch der Träger für die Verbindlichkeiten der Sparkasse haftet (z. B. § 7 Abs. 2 Sparkassengesetz NRW). Dadurch hat die Sicherheitsrücklage erheblich an Bedeutung zugenommen. 

## Rechtsfragen
Die Bildung und Erhöhung der Sicherheitsrücklage ist in den Sparkassengesetzen der Bundesländer in Inhalt und Umfang sehr unterschiedlich geregelt. Vereinzelt erfolgt eine Abstellung der Gewinnausschüttung auf das Verhältnis der Sicherheitsrücklage zur Bilanzsumme. So sieht § 31 Abs. 2 SparkG BW vor, dass der Jahresüberschuss vollständig der Sicherheitsrücklage zuzuführen ist, bis diese 4 % der Bilanzsumme erreicht. Liegt die Sicherheitsrücklage unter 10 % der Bilanzsumme, sind 50 % des Gewinns zu thesaurieren. In NRW wiederum gibt es keine Vorschrift über die der Sicherheitsrücklage zuzuführenden Beträge, denn § 25 Abs. 1c SparkG NRW sieht lediglich vor, dass die in die Sicherheitsrücklage oder eine freie Rücklage einzustellenden Beträge im Gewinnverwendungsbeschluss anzugeben sind. Da die öffentlichen Träger wegen der Brüsseler Konkordanz kein Eigenkapital zuführen dürfen, sind die öffentlich-rechtlichen Sparkassen überwiegend auf Gewinnthesaurierung angewiesen; dritte Gesellschafter sind sparkassenrechtlich jedoch zulässig. Manche SparkG sehen zur Verbesserung der haftenden Eigenmittel Einlagen stiller Gesellschafter, Genussrechte oder gar nachrangige Verbindlichkeiten vor (§ 26 SpkG NRW). Der Regelungsumfang reicht von nicht fungiblem Trägerkapital (§ 7 Abs. 1 SpkG NRW) bis zu fungiblem Stammkapital (§ 3 Abs. 3 und 4 SpkG RP).

## Funktionen
Wie die Eigenmittel der übrigen Institutsgruppen erfüllt auch die Sicherheitsrücklage der Sparkassen mehrere Funktionen:
- Gründungsfunktion: Die Sparkassengründung erfordert nach § 33 Abs. 1 Nr. 1 KWG ein „ausreichendes Anfangskapital, bestehend aus hartem Kernkapital“, das bei CRR-Kreditinstituten mindestens 5 Millionen Euro betragen muss (§ 33 Abs. 1d KWG). Mit dem Gründungskapital werden unter anderem die ersten Gründungsinvestitionen finanziert.
- Finanzierungsfunktion: Eigenkapital finanziert einerseits im Rahmen der goldenen Bilanzregel das langfristige Sachanlagevermögen und die Beteiligungen von Sparkassen, andererseits sind diese Bilanzpositionen im zentralen Begriff der Risikoposition enthalten, die mit Eigenmitteln zu unterlegen sind.
- Haftungsfunktion: Eigenmittel sollen zum Auffangen von intertemporären Verlusten und dem Einlegerschutz dienen. Entstehende Verluste werden durch das Eigenkapital aufgefangen. Je höher das Eigenkapital ist, umso länger ist ein Unternehmen in der Lage, anhaltende Verluste zu verkraften,[6] ohne in eine Unternehmenskrise zu geraten. Da Eigenkapital „in der Rangstelle der liquidiations- oder insolvenzbedingten Rückzahlbarkeit ganz am Ende“ steht,[7] haftet es den Gläubigern und stellt damit die Grundlage des Gläubigerschutzes sicher.
- Begrenzungsfunktion: Die Höhe der Eigenmittel begrenzt allgemein das mögliche Geschäftsvolumen und speziell die Risikopositionen einer Sparkasse. Der Aufbau eines Kreditportfolios ist nur bis zu einer von den Eigenmitteln abhängigen, festgelegten Grenze der Kernkapitalquote zulässig. Einer spezifischen Begrenzung unterliegen die Großkredite, deren Höhe nach Art. 392 CRR 10 % der anrechenbaren Eigenmittel nicht überschreiten dürfen.
- Repräsentations- und Werbefunktion: Die absolute Höhe der Eigenmittel als Risikokapital kann mit Hilfe der Werbung der Öffentlichkeit präsentiert werden und Vertrauen in die Solvabilität des Instituts schaffen. Die Kernkapitalquote lässt Rückschlüsse auf die Qualität eines Instituts zu. Die vorhandenen Eigenmittel sind ein wesentliches Kriterium für die Kreditwürdigkeit.

## Bilanzierung
Die bankenaufsichtsrechtliche Anerkennung der Sicherheitsrücklage als hartes Kernkapital erfolgt durch Art. 27 Abs. 1a, Art. 28 Abs. 1 Kapitaladäquanzverordnung (englische Abkürzung CRR). Damit ist die Sicherheitsrücklage die wichtigste Bezugsgröße für die Risikopositionen und die Großkredite einer Sparkasse.
Aufgrund der vereinheitlichten Rechnungslegungsvorschriften für Kreditinstitute zeigen Sparkassen die Sicherheitsrücklage unter der Bilanzposition Gewinnrücklagen. Das ergibt sich aus § 25 Abs. 2 RechKredV, wonach unter den Gewinnrücklagen im Unterposten Buchstabe c auch die Sicherheitsrücklage der Sparkassen sowie die Ergebnisrücklagen der Kreditgenossenschaften auszuweisen sind.